# Pump It Up (chanson d'Elvis Costello)
Pour les articles homonymes, voir Pump It Up.
Pump it Up est une chanson d'Elvis Costello sortie en 1978. Elle apparaît notamment sur l'album This Year's Model et est la première chanson jouée avec The Attractions.
Elle est sélectionnée par le Rock and Roll Hall of Fame, en 1995, comme l'une des « 500 chansons qui ont façonné le rock 'n' roll ».

## Histoire de la chanson
Pump It Up est une chanson de 1978 d'Elvis Costello. Elle figurait à l'origine sur le deuxième album de Costello, This Year's Model, deuxième album mais le premier qu'il ait enregistré avec ce groupe des Attractions, qu'il avait constitué et qui comprenait Steve Nieve (né Steve Nason, pianiste/organiste), Bruce Thomas (en) (bassiste), et Pete Thomas (batteur). Elle figure également sur diverses compilations.
Il l'a écrite dans un hôtel pendant une tournée de rock en Angleterre, le Stiffs Live Tour, organisée par le label Stiff Records, à laquelle il participait avec d'autres artistes comme Ian Dury, Wreckless Eric, .Rockpile, etc.. Cette tournée se serait distinguée par un climat de débauche parmi ces artistes. Sex & Drugs & Rock&Roll de Ian Dury est d'ailleurs la chanson de clôture officielle de la liste de titres présentés sur scène. Elvis Costello a déclaré plus tard à propos des épisodes mouvementés de cette tournée : « Jusqu'à quel point pouvez-vous baiser, combien de drogues pouvez-vous prendre avant d'être tellement engourdi que vous ne sentez plus rien ? ».
En plus de sa sortie sur l’album This Year's Model, Pump It Up est sorti comme deuxième single de cet album. La chanson a atteint notamment la 24e place au Royaume-Uni et est rentrée dans les 100 premiers titres dans d'autres pays. Elle est depuis devenue l'une des chansons favorites sur scène d'Elvis Costello, souvent interprétée comme chanson d'ouverture.

## Paroles et musiques
Les paroles des chansons d'Elvis Costello peuvent souvent être interprétées de différentes façons. C'est le cas de ce titre. Parle-t-on ici de masturbation ? Parle-t-on de la frustration sexuelle du narrateur, à cause d'une femme qu'il décrit comme un « narcotique » ? Ou Elvis Costello réagit-il vraiment, comme il l'indique, sur les dérives qui domine cette tournée Stiffs Live Tour, vu de l'intérieur, et sur son dégoût de s'y être laissé aller : « Inutile de souhaiter maintenant un autre péché » ?.
Sur le plan musical, la chanson est rythmée par ce que Mark Deming décrit comme «un groove dur, qui tape fort mais qui demande à être dansé», porté par le bassiste Bruce Thomas et le batteur Pete Thomas. Ce morceau comporte aussi une performance à l'orgue de Steve Nieve qui a été décrite par Ryan Prado, dans le magazine Paste, «comme un train de carnaval qui déraille». Bob Dylan parle, lui, d'une chanson «fiévreuse, nerveuse», «comme un match de boxe».
La chanson a d'ailleurs été inspirée, musicalement, par un titre de Bob Dylan : Subterranean Homesick Blues. Dans son autobiographie de 2015, Unfaithful Music and Disappearing Ink, Elvis Costello explique :

« Pump It Up s'inspire évidemment plus qu'un peu de Subterranean Homesick Blues. Un soir, bien des années plus tard, Bob Dylan m'a dit : «U2 ! Comment ont-ils pu te faire ça ? Comment ont-ils pu s'emparer de ta chanson comme ça ?». Il m'a fallu un instant pour savoir de quoi il parlait, et un instant de plus pour réaliser qu'il se moquait de moi. Mais alors, Get on Your Boots de U2 était probablement à Pump It Up ce que Subterranean Homesick Blues est à Too Much Monkey Business de Chuck Berry »

— (en) Elvis Costello, Unfaithful Music & Disappearing Ink, New York, Blue Rider Press, 2016 (ISBN 978-0399185762), p. 316
Bob Dylan écrit pour sa part : « À l'évidence, [Elvis Costello] avait trop écouté Springsteen. Mais on trouve aussi une forte dose de Subterranean Homesick Blues ».

## Vidéo clip
Le clip de "Pump It Up" a été réalisé par Paul Flattery pour Jon Roseman Productions. Cette vidéo a marqué les esprits par la façon dont Elvis Costello se déplace. L'artiste a précisé à ce propos : « Le réalisateur a rapidement découvert que je pouvais marcher sur les côtés de mes chevilles. C'était un tour que j'avais appris non pas à l'école du vaudeville mais aux mains d'un médecin vaguement sadique. Lorsqu'on a déterminé que j'avais les pieds plats dans mon enfance, on m'a d'abord dit que je ne réussirais jamais dans l'armée, puis on m'a appris à ramasser une balle de chaussettes avec mes pieds comme un singe et à faire ce tour avec mes chevilles pour tenter de renforcer mes arches. ».

## Reprises
La chanson a été reprise par différents artistes tels que Mudhoney, Exodus, Trixter, Kills for Thrills, Buckcherry, The Automatic, ou bien The WildHearts.